# Kościółki (Babia Góra)

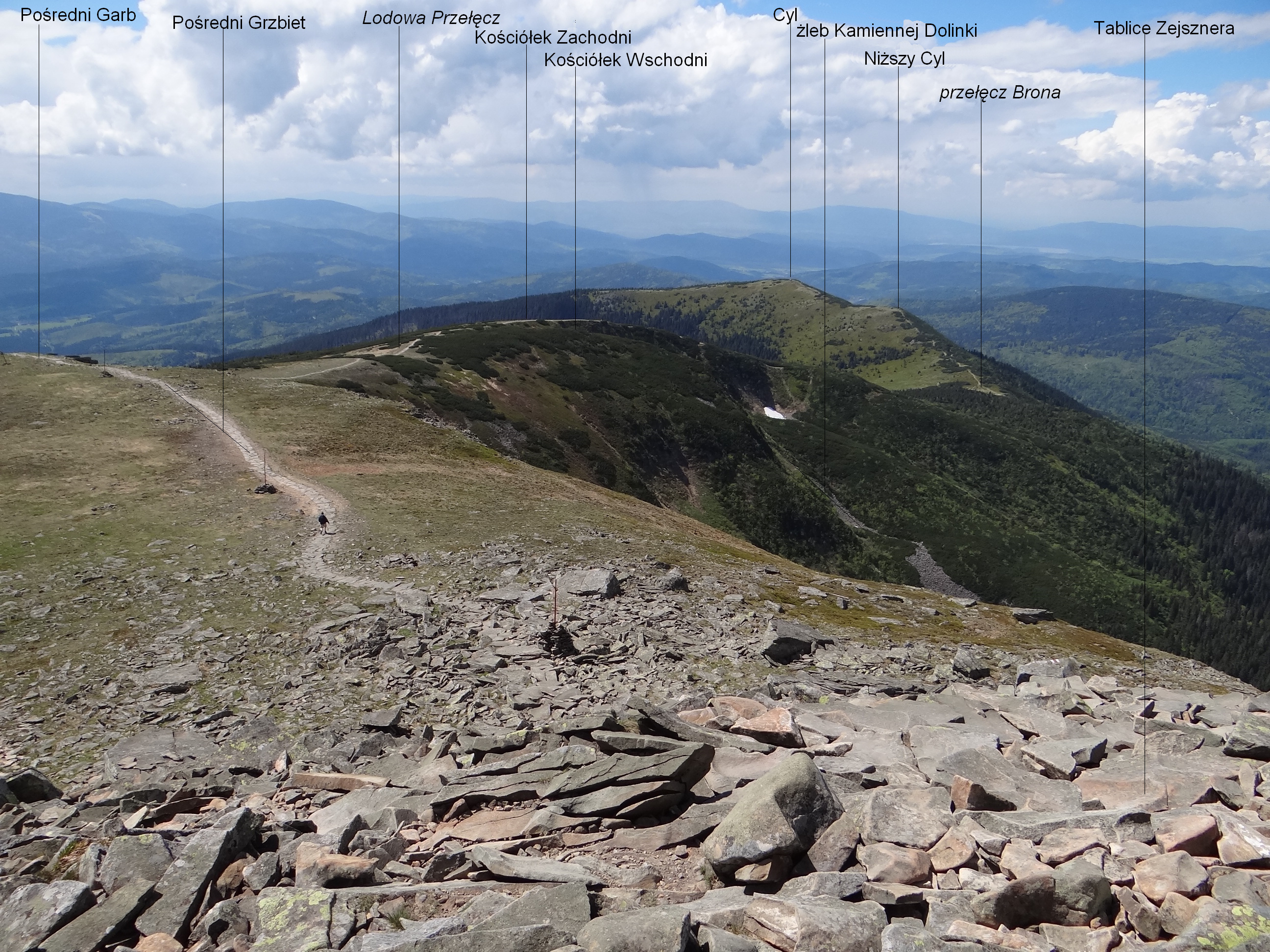
Widok z Diablaka

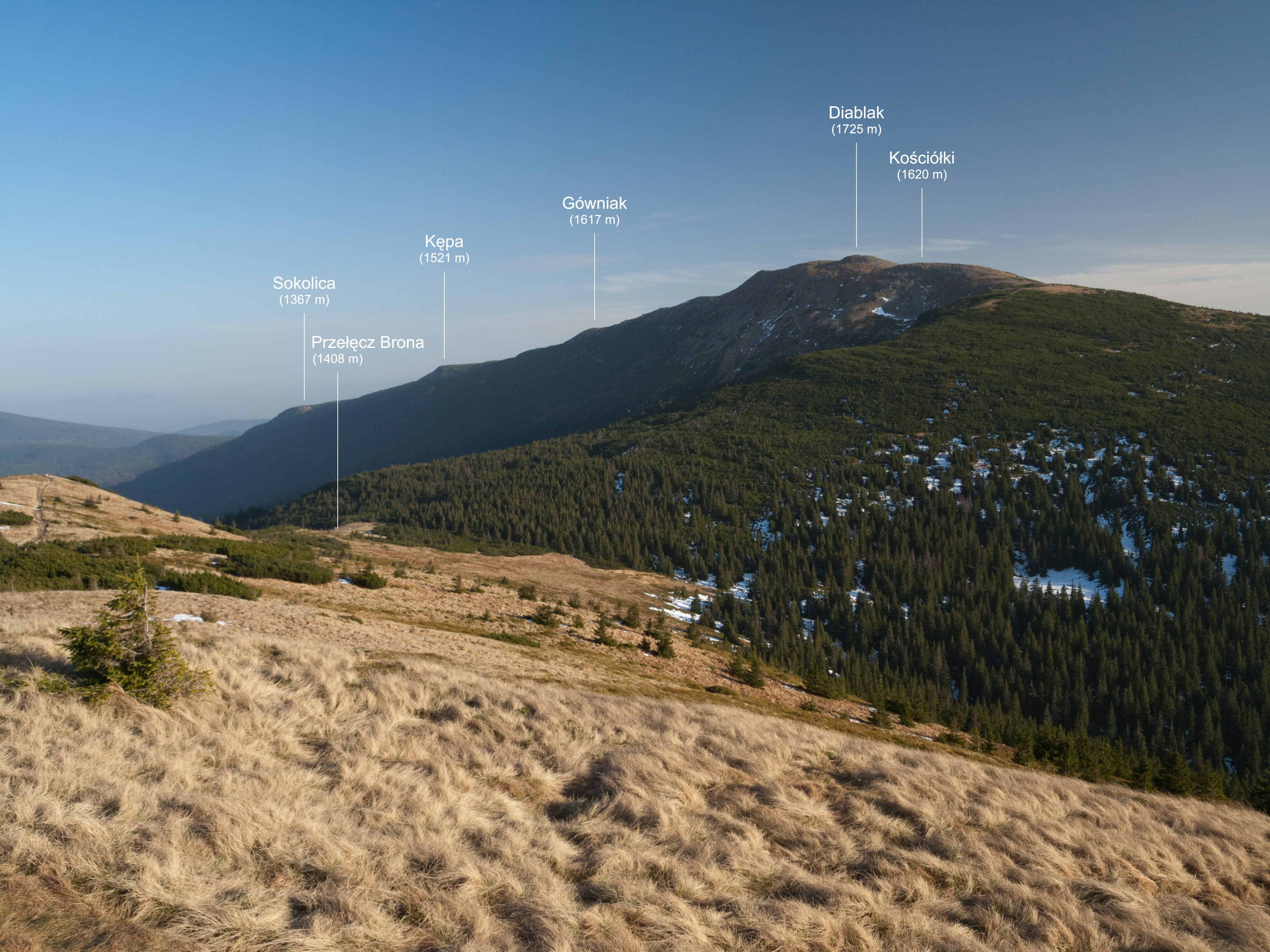
widok z Niższego Cyla

Kościółki – część grzbietu i północnych zboczy Babiej Góry w Beskidzie Żywiecko-Orawskim, pomiędzy Złotnicą na północy a Pośrednim Grzbietem na wschodzie. Od Pośredniego Grzbietu (a w zasadzie od jego zachodniego zakończenia, zwanego Pośrednim Garbem) oddziela Kościółki Lodowa Przełęcz (1602 m).
Wyróżnia się Kościółek Zachodni (1620 m), będący lokalnym wypiętrzeniem zachodniej grani Babiej Góry oraz Kościółek Wschodni (1615 m n.p.m.), który ma formę niewielkiego garbu wysuniętego na północ od grani. Oba Kościółki rozdziela tzw. Siodło Kościółków, spod którego na północ opada żleb Kamiennej Dolinki. Stoki obu Kościółków opadają ku północy stromymi, miejscami urwistymi skalnymi ścianami, tworząc najbardziej eksponowane miejsca w masywie Babiej Góry.
Jeszcze w początkach XX w. uznawano rzeźbę Kościółków za twór epoki lodowcowej. W rzeczywistości ich powstanie wiąże się z potężnym obrywem skalnym sprzed kilku tysięcy lat. Modelowanie ścian Kościółków trwa od tego czasu nieustannie, a produkty erozji skalnych ścian formują kamienne usypiska u ich podstaw.
Nazwa Kościółków wiąże się z podaniem, znanym w okolicy, o miasteczku, czy też wsi, która zapadła się w głąb ziemi za grzechy jej mieszkańców. Od czasu do czasu słychać tu dobywający się spod ziemi dźwięk dzwonów, a niektórzy widzieli podobno szczyty wież kościelnych, usiłujących wydostać się na powierzchnię. Motyw kościoła pojawia się również w legendzie wzmiankowanej przez Kazimierza Sosnowskiego w jego „Przewodniku po Beskidzie Zachodnim”, podobnej do tej związanej z tatrzańskim Giewontem. Obok zasypanego kościoła ma się znajdować ogromna sala, w której wraz ze swoją królową śpią rycerze w złotych przyłbicach, na białych koniach. Raz do roku jeden z nich ma wydostawać się na powierzchnię aby sprawdzić, czy nie czas do boju...
Z rzadkich w Polsce roślin występuje tutaj zimoziół północny, w całych polskich Karpatach znany tylko z 3 stanowisk (dwa pozostałe w Tatrach).
Kościółki znajdują się w Babiogórskim Parku Narodowym, w granicach wsi Zawoja w województwie małopolskim, w powiecie suskim, w gminie Zawoja. Grzbietem Kościółków prowadzą 3 znakowane szlaki turystyczne oraz nieznakowana ścieżka edukacyjna „Babia Góra bez granic”.

## Szlaki turystyczne
Żywieckie Rozstaje – Mała Babia Góra – przełęcz Brona – Kościółki – Lodowa Przełęcz – Pośredni Grzbiet – Diablak
 przełęcz Krowiarki – Sokolica – Diablak – Kościółki – przełęcz Brona – Markowe Szczawiny.